# Résolution 342 du Conseil de sécurité des Nations unies
Membres permanents
- Chine
- États-Unis
- France
- Royaume-Uni
- URSS

Membres non permanents
- Australie
- Autriche
- Guinée
- Indonésie
- Inde
- Kenya
- Panama
- Pérou
- Soudan
- Yougoslavie

Résolution no 341 Résolution no 343
La résolution 342 du Conseil de sécurité des Nations unies est adoptée à l'unanimité lors de la 1 752e séance du Conseil de sécurité des Nations unies le 27 octobre 1973, après avoir pris note avec satisfaction d'un rapport du secrétaire général, le Conseil a décidé de mettre fin à de nouveaux efforts sur la base de la résolution 309 et a prié le secrétaire général de les tenir informés de tout fait nouveau concernant la question de la Namibie.

### Sources
- (en) Cet article est partiellement ou en totalité issu de l’article de Wikipédia en anglais intitulé « United Nations Security Council Resolution 342 » (voir la liste des auteurs).

### Texte
- Résolution 342 sur fr.wikisource.org
- Résolution 342 sur en.wikisource.org